# Xã Warwick, Quận Tuscarawas, Ohio
Xã Warwick (tiếng Anh: Warwick Township) là một xã thuộc quận Tuscarawas, tiểu bang Ohio, Hoa Kỳ. Năm 2010, dân số của xã này là 2.803 người.